# Windows行動中心
Windows 行動中心是微軟所開發，在Windows Vista及更高版本中是管理行動電腦的工具。

## 概觀
Windows Vista中的Windows 行動中心的使用者介面提供了類似磁磚形狀的方格，每個方格中都是一個獨立的選項，且這些選項有些可能就是代表其中一個Windows元件。至於會顯示出幾個方格，會依照系統而定。Windows Vista可能會出現的八個方格如下：
- 螢幕亮度調整
- 音量調整／靜音
- 電池狀態
- 無線網路狀態
- 螢幕方向（橫式或直式）
- 外部顯示器
- 同步中心
- 簡報設定

製造電腦的廠商可以自行外加方格，以提供使用者設定更多特別的選項。
Windows行動中心位於控制台中，但也可透過按組合鍵「Windows+X」來開啟（非行動電腦無法存取）。
Windows行動中心僅存在於Windows Vista的家用入門版、家用進階版、商用入門版、商用進階版以及旗艦版中。

## 外部連結
- Using Windows Mobility Center （页面存档备份，存于） from Windows Help and Support